# Acontista vitrea
Acontista vitrea är en bönsyrseart som beskrevs av Henri Saussure och Leo Zehntner 1894. Acontista vitrea ingår i släktet Acontista och familjen Acanthopidae. Inga underarter finns listade i Catalogue of Life.